# Pogonatum australasicum
Pogonatum australasicum là một loài Rêu trong họ Polytrichaceae. Loài này được (Müll. Hal. & Hampe) A. Jaeger miêu tả khoa học đầu tiên năm 1875.